# Carl²
Carl ² is een Canadese komische sciencefiction-animatieserie over een tiener en diens kloon.

## Productie
De serie wordt getekend door PIP Animation. De serie, die sinds september 2005 wordt uitgezonden, telt drie seizoenen met in totaal 40 afleveringen.
In Vlaanderen wordt de reeks (her)uitgezonden door VRT-jeugdkanaal Ketnet. In Nederland was de serie te zien op de voormalige zender Jetix.

## Verhaal
De titelrol, Carl Crashman, is een slungelige, klungelende tienerjongen, die liever lui dan moe is. Op een dag plaatst hij op internet de opmerking dat hij graag een kloon zou willen hebben om hem te helpen met zijn taken. Een bedrijf dat aan klonen doet ziet dit, en laat Carls wens in vervulling gaan. Hij stuurt zijn DNA naar het bedrijf. Omwille van zijn luie karakter laat Carl de enveloppe likken door zijn hond. Zodoende ontvangt Carl een identieke kloon van zichzelf, die hij Carl² of kortweg C2 noemt.
C2 lijkt qua uiterlijk precies op Carl, maar qua karakter totaal niet. Carl² is actief, ambitieus en charmant, maar gedraagt zich vaak als een hond. De reden is dat Carl zijn enveloppe liet likken door zijn hond, waardoor er DNA van de hond belandde op zijn eigen DNA. Bovendien doet hij lang niet altijd wat Carl graag wil, maar zorgt vooral voor verwarring en bijkomende problemen, onder meer doordat-ie soms naakt opduikt waar de 'natuurlijke' Carl best z'n kleren aanhoudt.